# Дом Портана
Дом Портана — жилое здание с коммерческими помещениями, построенное в начале XX века в Выборге по проекту строительного мастера Антти Корпимяки. Расположенный в Рыбном переулке в центре города Выборга пятиэтажный дом с привлекательным фасадом, оформленным с использованием элементов разных архитектурных стилей, включён в перечень памятников архитектуры.

## История
Вильгельм Портан (иначе — Портано, 1844—1927), в молодости работавший золотых дел мастером в Санкт-Петербурге, с 1874 года обосновался в Выборге, где открыл собственную ювелирную мастерскую. Со временем он получил известность в качестве крупного предпринимателя и благотворителя, основателя и председателя действовавшего с 1891 года общества финских промышленников и коммерсантов «Pamaus», целью которого была поддержка предпринимательства и национальных культурных проектов. В 1892 году он купил участок с деревянной городской усадьбой 1863 года постройки в непосредственной близости от Торкельской улицы — главной улицы города. В соответствии с принятым в 1871 году строительным уставом в центре Выборга предписывалось возводить только каменные дома, поэтому в 1901 году по заказу Вильгельма Портана строительным мастером Антти Корппимяки был разработан проект нового каменного пятиэтажного здания на месте обветшавшей деревянной усадьбы. Новый доходный дом вмещал как жильё владельца с семьёй, так и другие квартиры (всего 20 квартир от 2-3 до 5-6 комнат), а также магазины и другие коммерческие организации.

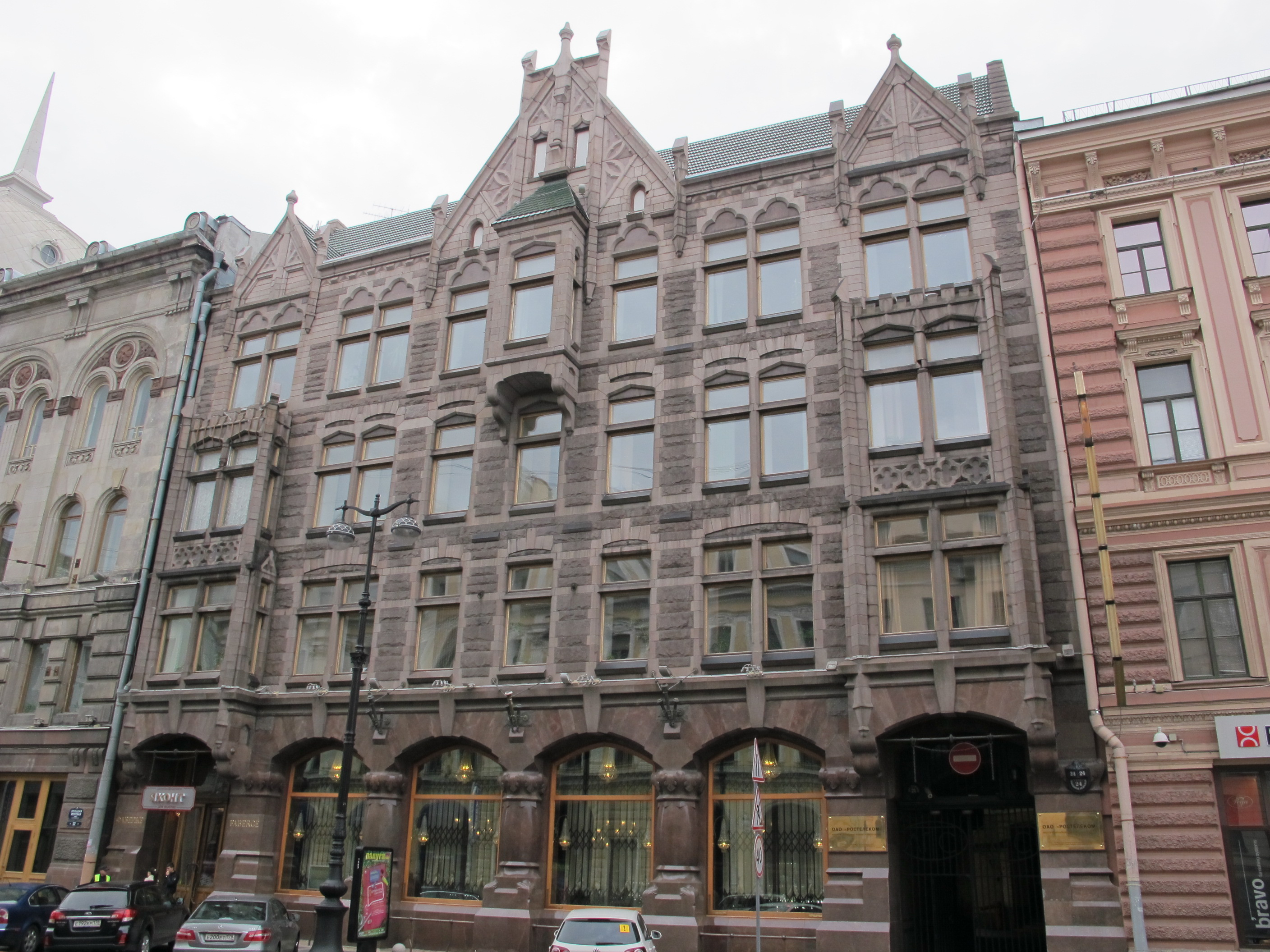
Дом ювелирной фирмы Фаберже (Петербург, Большая Морская улица, 24)

В плане здание напоминает букву «Т»: в глубине участка параллельно главной улице города разместился основной вытянутый в длину корпус, а меньший объём с брандмауэрными боковыми стенами симметричным главным фасадом ориентирован на переулок. Имеется два входа по главному фасаду и три — со стороны внутреннего двора, а также арочный проезд во двор. На первом этаже дворового корпуса размещалась домовая прачечная. Своеобразной особенностью дворового корпуса стали закруглённые углы.
Примечательно, что сначала мастером подробно были разработаны поэтажные планы здания, подвалы, расположение входов, отопление, а вопросу оформления фасада внимание стало уделяться уже в 1902 году. Вскоре после начала строительства владелец счёл проект оформления оштукатуренного фасада недостаточно привлекательным. По его указанию дом был украшен тремя нарядными фронтонами, балконом на кронштейнах на уровне второго этажа, лепными наличниками окон, рустовкой, лепным цветочным орнаментом и парными вазами, а также другими причудливыми декоративными деталями, в результате чего здание стало напоминать дом ювелира Карла Фаберже на Большой Морской улице в Петербурге (в частности, цветовой гаммой эффектной отделки полированным гранитом аркады витрин богато оформленных магазинов на первом этаже).
В ходе советско-финских войн (1939—1944) была повреждена гранитная облицовка первого этажа, но в целом дом пострадал незначительно, и после ремонта с перепланировкой 1946—1947 годов был введён в эксплуатацию. В числе важных сохранившихся элементов интерьера, по мнению искусствоведа М. И. Мильчика: лестницы с кованым ограждением растительного орнамента, декоративно-художественное убранство пола парадного вестибюля, выполненное в технике «тераццио», отделка лестничных площадок и ступеней с использованием мраморной крошки, а также исторические камины. В связи с тем, что на соседних участках так и не появилось каменных зданий, предусмотренных генеральным планом Выборга, дом Портана резко контрастирует с окружающей застройкой, выделяясь этажностью и внешним видом.